# Kasey Lansdale
Kasey Jo Lansdale (Nacogdoches, 24 giugno 1986) è una cantautrice, scrittrice e attrice statunitense.

## Biografia
Kasey Lansdale è nata a Nacogdoches, nella parte orientale dello stato americano del Texas, dallo scrittore Joe R. Lansdale. Si è diplomata alla locale high school e ha frequentato la Stephen F. Austin State University con indirizzo sulle scienze sociali, ma non ha concluso gli studi preferendo dedicarsi alla sua carriera musicale e attoriale.

### Carriera musicale
Nel 2007, Kasey Lansdale uscì con un disco di canzoni di genere Texas Swing composte da lei, Back of My Smile, che le attirò l'attenzione degli organizzatori di eventi musicali in tutto il Texas. Ciò valse a lei e alla sua prima band, "Kasey Lansdale & The Daletones", l'ingaggio per aprire diversi concerti della star del country Ray Price.
È la coautrice di due canzoni della colonna sonora del film horror Christmas with the Dead, nel quale ha anche recitato.
Ha fondato e presentato la manifestazione "The East Texas Songwriter's Workshop", nel quale sono apparsi come ospiti la vincitrice del Premio Grammy Linda Davis, la candidata al Grammy Bonnie Baker e il produttore John Carter Cash.
Kasey Lansdale ha composto la canzone Edge of Dark Water, uscita come download digitale per le edizioni britannica e americana del romanzo omonimo di suo padre Joe R. Lansdale (uscito in Italia con titolo Acqua buia).
Nel 2008 si esibì come ospite al Piacenza Blues Festival e in altri eventi musicali in Europa. Nel 2005 fece un'incisione con Davide Di Leo, detto Boosta, dei Subsonica. Il suo album del 2010 Never Say Never fu registrato ai Warner Nashville Studios.
Il 20 agosto 2013 uscì Restless, il suo primo album di lunghezza superiore all'EP, coprodotto da Mike Clute e Kasey Lansdale, con John Carter Cash come produttore esecutivo.
Il 1º aprile 2014, fu riconosciuta dalla come "Star emergente del mese" e fece un tour col suo produttore John Carter Cash.
Il singolo della Lansdale Sorry Ain't Enough debuttò alla quarta posizione della lista National MPE Downloads. Le sue canzoni Back of My Smile e Foolin' Around entrarono a far parte della colonna sonora del film Cold in July - Freddo a luglio.
Nel 2015 fu candidata come "Miglior nuova artista donna dell'anno" ai Texas Regional Radio Music Awards.
Il 1º agosto 2016 uscì il suo EP Leave Her Wild, che comparve poi nella serie televisiva Hap and Leonard, basata sui romanzi di suo padre, così come nel programma Finding Bigfoot su Animal Planet, in cui eseguì il suo brano Living in the Moment .
Nel 2016 aprì un concerto di Wynonna Judd.

### Carriera letteraria
Il racconto The Companion, scritto assieme al padre e al fratello Keith, fu incluso nell'antologia della Random House Great Writers and Kids Write Spooky Stories. La storia riapparve poi in A Fistfull of Stories di Joe R. Lansdale e nella raccolta Bumper Crop.
Il suo articolo Growing up Lansdale style fu pubblicato nel 2012 dalla rivista online The Horror Zine, e successivamente nell'antologia a stampa A Feast of Frights. Ha curato anche l'antologia dell'orrore Impossible Monsters pubblicata dalla Subterranean Press con racconti di Neil Gaiman, Charlaine Harris, Anne Perry, Joe R. Lansdale, David Schow e altri autori.
Ha curato l'antologia dell'orrore, uscita solo in e-book per la Biting Dog Press nel settembre 2012, intitolata Fresh Blood & Old Bones, che presenta nuovi autori.
Con suo padre ha scritto il racconto Amore cieco (Blind Love), chè è stato incluso nell'antologia Dark Duets della HarperCollins.
Il suo racconto The Flame uscì per le edizioni SST nel 2014.
Nel 2016, la Subterranean Press pubblicò Il Caso del Muro Sanguinante (The Case of the Bleeding Wall: A Dana Roberts novella), scritta a quattro mani col padre. Nel maggio 2018 fu raccolta, assieme al nuovo racconto Il Caso del Tormento dell'Uomo di Stracci (The Case of the Ragman Anguish) in Terror is Our Business: Dana Roberts' Casebook of Horrors, che uscì per la Cutting Block Books. In Italia il libro è stato pubblicato dall'Einaudi col titolo Non aprite quella morta.
Un episodio della serie televisiva Creepshow basato sul racconto The Companion fu trasmesso nel 2019.

#### Pandi Press
La Pandi Press è una casa editrice formata da Kasey e suo padre per ristampare le opere più datate di Joe R. Lansdale.

### Carriera cinematografica e teatrale
Il primo ruolo della Lansdale in un film fu quello di Ella nell'horror Christmas with the Dead.
Nel 2011 produsse una lettura teatrale di Suckerfish, scritta da W.T. Underwood e diretta da Thomas Jane, in associazione con l'atto unico By Bizarre Hands di Joe R. Lansdale, diretto da Terrill Lee Lankford allo Steve Allen Theater di Los Angeles. Apparve anche nel videoclip musicale di Jim Lauderdale Ever Gonna Hurt, nei panni della donna amata. Nel 2015, la Lansdale partecipò al cortometraggio Postpartum del regista Izzy Lee.
Kasey Lansdale è apparsa come musicista nella sarie televisiva Hap and Leonard, nella quale ha eseguito il suo brano Back Of My Smile (stagione 2, episodio 5).
Kasey ha fatto parte del cast vocale della serie animata The Reflection, creata da Stan Lee, dando la voce ai personaggi di Margaret Fisher e Nina Fisher. Ha prestato la voce anche agli audiolibri  della serie Wild Cards di George R. R. Martin.

## Discografia
- 2006 – No More Rain
- 2006 – Back of My Smile
- 2007 – Know Me
- 2010 – Never Say Never
- 2013 – Restless
- 2016 – Leave Her Wild (da cui il singolo Living in the Moment)

## Filmografia

### Cinema
- Christmas with the Dead, regia di T.L. Lankford (2012)
- Postpartum, regia di Izzy Lee (cortometraggio, 2015)
- Calico Queens, regia di Charles H. Joslain (cortometraggio, 2017)
- The Spectral Bride, regia di Carroll Brown (cortometraggio, 2018)
- Johnny the Janitor, regia di Michael Gregory ed Andrew Saldana (cortometraggio, 2019)
- Beer Conversations, regia di Ryan Willer (2019)
- Lovers in a Dangerous Time, regia di Joss Refauvelet (2021)

### Televisione
- Hap and Leonard – serie TV, episodio 5x02 (2017)

### Doppiatrice
- The Reflection – serie TV, episodi 1x06, 1x07, 1x11 (2017)

## Opere letterarie
- Con Joe R. e Keith Lansdale, The Companion, in Great Writers and Kids Write Spooky Stories, Random House, 1995.
- The Flame, SST, 2014.
- Con Joe R. Lansdale, Non aprite quella morta (Terror is Our Business: Dana Roberts' Casebook of Horrors, 2018), Einaudi, 2022, ISBN 9788806252021. Racconti Amore Cieco, Il Caso del Muro Sanguinante e Il Caso del Tormento dell'Uomo di Stracci.